# Tadeusz Drankowski
Tadeusz Drankowski (ur. 1 lutego 1927 w Szlatynie na Lubelszczyźnie, zm. 31 marca 1991 we Wrocławiu) – dziennikarz, fotografik, fotoreporter prasowy. Związany z Wrocławiem od pierwszych lat po zakończeniu II wojny światowej, od lat 50. XX w. fotoreporter dziennika "Słowo Polskie".
Ukończywszy po wojnie liceum ogólnokształcące podjął studia we wrocławskiej Wyższej Szkole Wychowania Fizycznego. Studiował cztery lata, ale pracy dyplomowej nie oddał. Potem, przed podjęciem pracy w redakcji "Słowa Polskiego", pracował przez pewien czas jako nauczyciel wychowania fizycznego w szkole.
Oprócz fotografii wykonywanych na potrzeby macierzystego dziennika był autorem cykli fotograficznych dokumentujących m.in. architekturę Wrocławia, dolnośląskie zamki i pałace, a także realizowane we Wrocławiu spektakle teatralne; wykonał też liczne zdjęcia portretujące znanych wrocławian, w tym aktorów i uczonych. Dokumentował ważne wydarzenia w historii Wrocławia, m.in. strajki, demonstracje i negocjacje z udziałem przedstawicieli NSZZ „Solidarność” w latach 1980–1981.
Prace Tadeusza Drankowskiego pokazywane były na licznych wystawach, publikowane w książkach i prasie; złożyły się także na wydany wraz z prof. Olgierdem Czernerem, architektem, album "Wrocław z lotu ptaka". Drankowski był też współautorem wydanej wspólnie z Markiem Karpfem i Maciejem Wilczkiem (autorami tekstu) książki pt. "Wrocław – portret miasta".
Tadeusz Drankowski współpracował też ściśle z Działem Dokumentacji Życia Społecznego Ossolineum, w którym większość fotografii z lat 1962–1989 jest jego autorstwa.
Pochowany na Cmentarzu Grabiszyńskim we Wrocławiu (pole 36B, grób 492, rząd 17).